# John Lyde Wilson
John Lyde Wilson (*  24. Mai 1784 im heutigen Marlboro County, South Carolina; † 12. Februar 1849 in Charleston, South Carolina) war ein US-amerikanischer Politiker und von 1822 bis 1824 Gouverneur von South Carolina.

## Frühe Jahre politische Karriere
Nach der Grundschule studierte Wilson in Baltimore Jura. Er wurde im Jahr 1807 in South Carolina als Rechtsanwalt zugelassen. Anschließend praktizierte er in Georgetown. Seine politische Laufbahn begann er im Abgeordnetenhaus von South Carolina. Zwischen 1806 und 1818 war er mit einigen Unterbrechungen in diesem Gremium. Von 1818 bis 1822 war er im Senat seines Heimatstaates. Als Mitglied der Demokratisch–Republikanischen Partei wurde er Ende 1822 von den Abgeordneten des Parlaments zum neuen Gouverneur gewählt.

## Gouverneur von South Carolina
Seine zweijährige Amtszeit begann am 1. Dezember 1822 und endete am 1. Dezember 1824. Wilson war ein Verfechter der Rechte der Einzelstaaten gegenüber der Bundesregierung und des US-Kongresses. Er verbat sich jegliche Einmischung der Bundesbehörden in die inneren Angelegenheiten seines Landes. Daher waren seine Beziehungen zu der Bundesregierung belastet. Diese Problematik sollte South Carolina in den nächsten Jahren und Jahrzehnten noch vor große Probleme stellen. Die Nullifikationskrise im Jahr 1832 und die Sezession von 1860 sind Höhepunkte dieser Entwicklung. Der Gouverneur förderte ebenfalls die Verbesserung der Infrastruktur des Landes. Im Jahr 1824 wurde der Columbia-Kanal fertiggestellt. Er gründete auch das Medical College of South Carolina und er war gleichzeitig Kurator des South Carolina-Colleges. Er setzte sich für humanere Gesetze gegenüber den Schwarzen ein, hielt jedoch an der Institution der Sklaverei fest.

## Weitere Karriere
Da die Verfassung von South Carolina keine zwei zusammenhängende Amtszeiten erlaubte, durfte Wilson 1824 nicht wiedergewählt werden. Zwischen 1826 und 1830 war er erneut im Senat seines Landes. Damals wurden Stimmen laut ihn wegen angeblicher finanzieller Misswirtschaft in seiner Gouverneurszeit seines Amtes als Senator zu entheben. Darüber wäre es beinahe zu einem Duell mit einem politischen Gegner gekommen. Da sich die Vorwürfe nicht erhärteten, verlief diese Angelegenheit im Sande. Auf dem Höhepunkt der Nullifikationskrise von 1832 gegen die von Andrew Jackson geführte Bundesregierung war Wilson Mitglied des Konvents, der über die Zukunft South Carolinas entscheiden sollte. Dabei trat er für den Austritt des Landes aus der Union ein. Die Krise wurde dann aber gütlich beigelegt. Danach war er noch Präsident der Bank of South Carolina und der Beauftragte für öffentliche Gebäude in seinem Land. John Wilson starb im Februar 1849.